# Tard (rivière)
Pour l’article homonyme, voir Tard.
Le Tard est une rivière française qui coule dans le département de la Haute-Vienne, en région Nouvelle-Aquitaine. C'est un affluent en rive droite de la Vienne, et par conséquent un sous-affluent de la Loire.

## Géographie
Le Tard prend naissance sur le territoire de Champnétery, au pied du puy de la Roche (428 m), près du lieu-dit Laveyrat, à une altitude d'environ 536 m d'altitude. Au début de son parcours, il est connu sous le nom de ruisseau du Moulard, et prend le nom de Tard après sa confluence avec le ruisseau de Baillot, en aval du moulin du Repaire. Il longe ensuite l'agglomération de Saint-Léonard-de-Noblat sur sa partie nord-est, reçoit le ruisseau de la Galamache puis rejoint la Vienne juste après le moulin du Got.
La longueur du Tard est de 14 kilomètres.

### Communes traversées
Coulant dans le seul département de la Haute-Vienne, le Tard traverse deux communes : Champnétery et Saint-Léonard-de-Noblat.

### Économie
Le cours du Tard est jalonné de plusieurs moulins, pour certains inactifs (le Repaire, les Montagnères, le Négrier). Deux établissements sont encore en fonctionnement : l'ancien moulin Follet, qui fonctionne en tant que tannerie, et le moulin du Got, moulin à papier représentatif de la tradition papetière de la vallée de la Vienne, remis en service en 2008.